# 曾胡治兵語錄
《曾胡治兵語錄》是一本語錄體兵書。清末民初蔡鍔輯，共13章。
清宣統三年（1911年），蔡鍔就任雲南總督署任职参议時，受云南陆军第十九镇统制鍾麟同委託，編著“精神講話”。蔡鍔摘取曾國藩、胡林翼二人在鎮壓太平天國過程中的論兵言論，分類編輯成此書。1924年蔣介石將此書作為黃埔軍校教材。当代有多家出版社出版。当代研究者认为，书中的“军事思想为中国近代军事思想的发展作出了重要贡献，有些观点至今仍有一定的借鉴意义。”:98
蔡鍔在书中，把曾胡的军事思想分为“将材、用人、尚志、诚实、勇毅、严明、公明、仁爱、勤劳、和辑、兵机、战守等12章”。同时，蔡鍔将曾胡军事思想与西方近代军事思想进行比较研究，以及“结合近代战争的特点和中国的国情，采用‘按语’的方式”，说明自己的军事思想:98。